# David Horne (acteur)
Pour les articles homonymes, voir Horne.
Ne pas confondre avec le compositeur écossais David Horne (1970-).

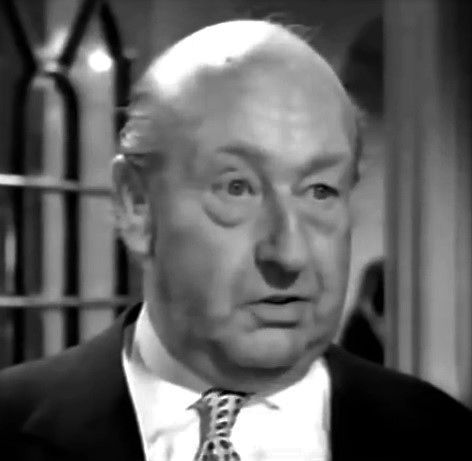
Dans la série One Step Beyond,
épisode La Villa (1961)

David (Edgar Alderson) Horne, né le 14 juillet 1898 à Balcombe (Sussex de l'Ouest) et mort à Londres (quartier de Marylebone) le 15 mars 1970, est un acteur anglais.

## Biographie
David Horne débute au théâtre et joue notamment à Londres, entre autres dans Les Joyeuses Commères de Windsor de William Shakespeare (1929-1930, avec Tyrone Guthrie et Flora Robson), L'Importance d'être Constant d'Oscar Wilde (1938-1939, avec Edith Evans et John Gielgud), L'Invitation au château de Jean Anouilh (1950, avec Margaret Rutherford et Paul Scofield), ou encore Témoin à charge d'Agatha Christie (1953, avec Percy Marmont et Milton Rosmer).
Au cinéma (principalement britannique), il contribue à quatre-vingts films sortis entre 1933 et 1968, dont Vingt et un jours ensemble de Basil Dean (1940, avec Vivien Leigh et Laurence Olivier), Le Septième Voile de Compton Bennett (1945, avec James Mason et Ann Todd), Madeleine de David Lean (1950, avec Ann Todd dans le rôle-titre), La Vie passionnée de Vincent van Gogh (film américain, 1956, avec Kirk Douglas et Anthony Quinn), Aimez-vous Brahms… d'Anatole Litvak (coproduction franco-américaine, 1961, avec Ingrid Bergman et Yves Montand), ainsi que La Puce à l'oreille de Jacques Charron (autre coproduction franco-américaine, 1968, avec Rex Harrison et Rosemary Harris), son avant-dernier film.
À la télévision (surtout britannique), il apparaît dans vingt-six séries de 1952 à 1965, dont One Step Beyond (un épisode, 1961).
S'ajoutent sept téléfilms d'origine théâtrale dès 1946, dont une adaptation diffusée en 1956 de la pièce Nude with Violin (en) de Noël Coward, où il reprend le rôle qu'il interprète à Londres la même année, aux côtés de John Gielgud et Joyce Carey.

## Théâtre (sélection)
(pièces jouées à Londres)
- 1927-1928 : Young Woodlay de John Van Druten
- 1929-1930 : Les Joyeuses Commères de Windsor (The Merry Wives of Windsor) de William Shakespeare
- 1931 : Betrayal de St. Vincent Trowbridge et Michael Hogard
- 1933 : Monsieur le Trouhadec saisi par la débauche (Cupid and the Don) de Jules Romains, adaptation de Frank Birch et Basil Bartlett
- 1934-1935 : Antoine et Cléopâtre (Antony and Cleopatra) de William Shakespeare
- 1936 : Dusty Ermine de Neil Grant
- 1938 : Robert's Wife de St. John Ervine
- 1938-1939 : L'Importance d'être Constant (The Importance of Being Earnest) d'Oscar Wilde, mise en scène de John Gielgud
- 1941 : Under One Roof de Kim Peacock
- 1945-1946 : Mort sur le Nil (Murder on the Nile) d'Agatha Christie
- 1948 : The Return of the Prodigal de St. John Rankin
- 1950 : L'Invitation au château (Ring Round the Moon) de Jean Anouilh, adaptation de Christopher Fry, mise en scène de Peter Brook
- 1951 : Colombe de Jean Anouilh
- 1953 : Témoin à charge (Witness for the Prosecution) d'Agatha Christie : Sir Wilfrid Robarts
- 1956 : Nude with Violin (en) de Noël Coward : Jacob Friedland
- 1956 : Réunion de famille (The Family Reunion) de T. S. Eliot, mise en scène de Peter Brook
- 1961-1962 : The Affair de Ronald Millar, mise en scène d'Harold French
- 1963 : The Masters de Ronald Millar

## Filmographie partielle

### Cinéma
- 1935 : The Village Squire de Reginald Denham
- 1935 : Gentlemen's Agreement de George Pearson
- 1935 : Late Extra d'Albert Parker : Williams, le rédacteur en chef
- 1940 : Sous le regard des étoiles (The Stars Look Down) de Carol Reed : M. Wilkins
- 1940 : Vingt et un jours ensemble (21 Days) de Basil Dean : Beavis
- 1942 : Le Jeune Monsieur Pitt (The Young Mr. Pitt) de Carol Reed : le maire
- 1942 : Spitfire de Leslie Howard : M. Higgins
- 1942 : Riposte à Narvik (The Day Will Dawn) de Harold French : Evans
- 1944 : The Hundred Pound Window de Brian Desmond Hurst : Baldwin
- 1945 : Le Septième Voile (The Seventh Veil) de Compton Bennett : Dr Kendall
- 1945 : L'Honorable Monsieur Sans-Gêne (The Rake's Progress) de Sidney Gilliat
- 1945 : Le Masque aux yeux verts (The Wicked Lady) de Leslie Arliss : Martin Worth
- 1945 : I Live in Grosvenor Square d'Herbert Wilcox
- 1947 : Les Pirates de la Manche (The Man Within) de Bernard Knowles : Dr Stanton
- 1948 : Sarabande (Saraband for Dead Lovers) de Basil Dearden : Duc George William
- 1949 : La Rose et l'Oreiller (Once Upon a Dream) de Ralph Thomas : le greffier
- 1950 : Madeleine de David Lean : le juge en second
- 1951 : Appointment with Venus de Ralph Thomas : le magistrat
- 1953 : Enquête dans l'espace (Spaceways) de Terence Fisher : le ministre
- 1953 : Au coin de la rue (Street Corner) de Muriel Box : un juge
- 1953 : Martin Luther d'Irving Pichel : Frédéric III de Saxe
- 1954 : Le Beau Brummel (Beau Brummel) de Curtis Bernhardt : Thurlow
- 1956 : Le Dernier Homme à pendre (The Last Man to Hang?) de Terence Fisher : Anthony Harcombe Q.C.
- 1956 : La Vie passionnée de Vincent van Gogh (Lust for Life) de Vincente Minnelli : le révérend Peeters
- 1957 : Le Prince et la Danseuse (The Prince and the Showgirl) de Laurence Olivier : le secrétaire des Affaires Étrangères
- 1958 : La Blonde et le Shérif (The Sheriff of Fractured Jaw) de Raoul Walsh : le majordome James
- 1959 : Au fil de l'épée (The Devil's Disciple) de Guy Hamilton : Oncle William
- 1961 : Aimez-vous Brahms… (Goodbye Again) d'Anatole Litvak : le conseiller de la reine
- 1968 : La Puce à l'oreille (A Flea in Her Ear) de Jacques Charon : le procureur
- 1968 : Diamonds for Breakfast de Christopher Morahan

### Télévision
- 1956 : Nude with Violin (téléfilm) de Noël Coward et John Gielgud : Jacob Friedland
- 1961 : One Step Beyond (série), saison 3, épisode 31 La Villa (The Villa) de John Newland : Richard Hudson

## Référence bibliographique
- 2014 : J. P. Wearing, The London Stage, A Calendar of Productions, Performers and Personal 1930-1939 ((en)), 2e édition, Rowland and Littlefield Publishers, Londres, 1134 p.